# Raionul Burîn, Sumî
Burîn (în ucraineană Буринський район, transliterat: Burînskîi raion) este un raion în regiunea Sumî, Ucraina. Reședința sa este orașul Burîn.

## Demografie
Componența lingvistică a raionului Burîn
     Ucraineană (96,87%)
     Rusă (2,53%)
     Alte limbi (0,37%)
Conform recensământului din 2001, majoritatea populației raionului Burîn era vorbitoare de ucraineană (96,87%), existând în minoritate și vorbitori de rusă (2,53%).